# Тринідад і Тобаго на літніх Олімпійських іграх 1972
Тринідад і Тобаго брали участь у Літніх Олімпійських іграх 1972 року у Мюнхені (ФРН) усьоме за свою історію, але не завоювали жодної медалі. Збірну країни представляло 19 спортсменів, у тому числі одна жінка.